# Zé Mário
Zé Mário (sinh ngày 1 tháng 2 năm 1949) là một cựu cầu thủ và huấn luyện viên bóng đá người Brasil. Ông từng dẫn dắt Đội tuyển bóng đá quốc gia Iraq (1986), Ả Rập Xê Út (1995-1996), Qatar (1998).